# 유카탄 해협

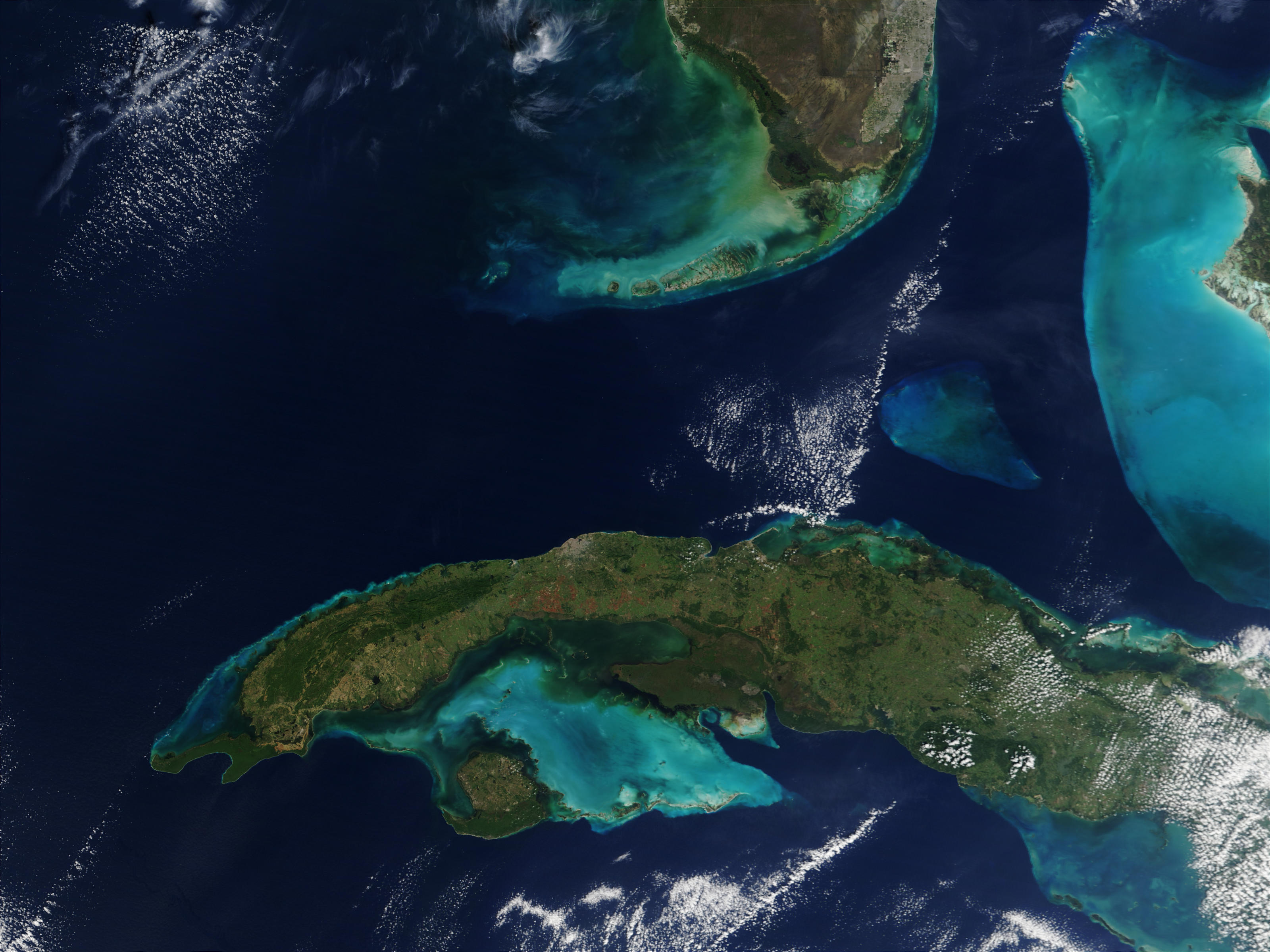

유카탄 해협(canal de Yucatán)은 멕시코의 유카탄반도와 쿠바 사이의 해협이다. 카리브해와 멕시코만을 잇는다.